# ريان هاريسون
ريان هاريسون (بالإنجليزية: Ryan Harrison)‏ (6 ديسمبر 1985 بنورثامبتون في المملكة المتحدة - ) هو لاعب كرة قدم جنوب أفريقي في مركز حراسة المرمى. لعب مع بيدفيست ويتس وسوانزي سيتي وفوريست غرين ونادي ريكسهام ونادي سانت إيلي تاون ولمونتفيل غولدن أروز ‏ وسانتوس وBrackley Town F.C. ‏ وهافانت أند ووترلوفيل وكانفي آيلاند وWeston-super-Mare A.F.C. ‏ وChippa United F.C. ‏ وهاستينغز يونايتد وأكسفورد سيتي ونادي ويموث.

## وصلات خارجية
- ريان هاريسون على موقع قاعدة بيانات كرة القدم.إي يو (الإنجليزية)
- ريان هاريسون على موقع Soccerbase.com (لاعب) (الإنجليزية)
- ريان هاريسون على موقع Soccerway.com (الإنجليزية)